# Chueca
Pour les articles homonymes, voir Chueca (homonymie).
Chueca est le quartier gay de Madrid, pôle de la communauté LGBT d'Espagne, et l'un des plus importants au monde.

## Géographie et urbanisme

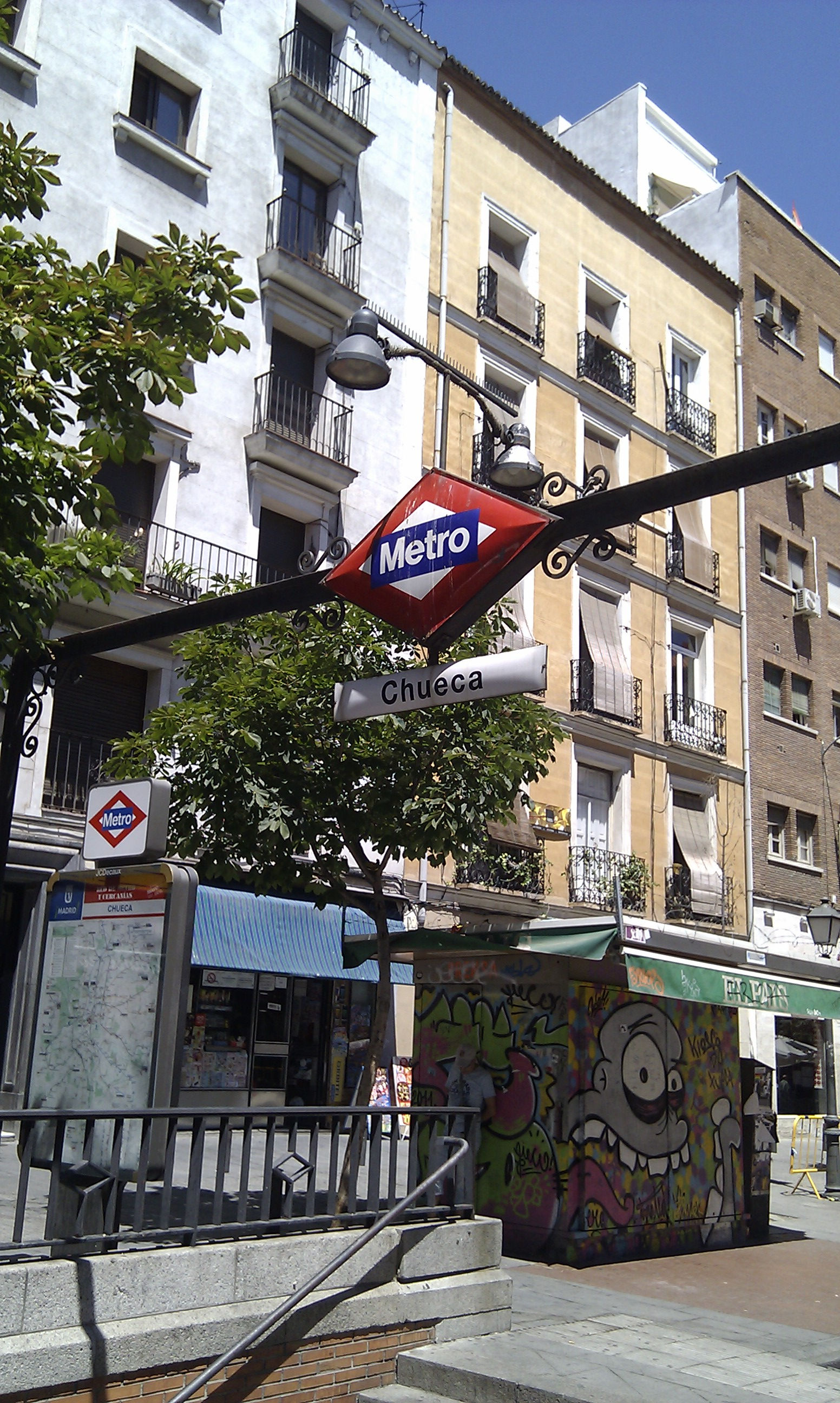
Bouche de métro Chueca

Chueca est situé dans le quartier de Justicia (Madrid), dans le district Centro de la ville de Madrid en Espagne. Il se trouve en plein centre de ville près de la Gran Vía et entre la Rue Fuencarral (es) et la Rue del Barquillo (es). Organisé autour de la Plaza Chueca, placette haute en couleur, située à la station de métro Chueca (métro de Madrid), Chueca compte des places importantes comme la Plaza del Rey (Madrid) (es) et la Plaza de Vázquez de Mella (es). Il est séparé du quartier voisin de Malasaña par deux rues commerçantes animées, la rue de Fuencarral et la Rue de Hortaleza (es), bordées de nombreux magasins de jeunes stylistes, d'objets design ou de musique électronique. Autrefois marginal désormais branché, le quartier offre une ambiance commerciale et de divertissement, ouvert et respectueux de la diversité de la société espagnole actuelle, tout en gardant son caractère typique en raison de son architecture du Madrid de los Austrias (es).
Ses ruelles sont bordées, en plus des commerces usuels, d’autres types comme des restaurants modernes ou exotiques, des boutiques érotiques, des saunas gais, des bars gais, des clubs nocturnes ainsi que de multiples services plus ou moins destinés à la population homosexuelle comme des boutiques de vêtements, des agences de voyages, des cabinets, des cliniques, etc..

## Histoire
Le quartier tire son nom de la placette dédiée au compositeur de zarzuelas Federico Chueca, lequel a également donné son nom à la station de métro qui dessert le quartier. Le quartier devient dans les années 1970 un lieu de trafic de drogues et de plus en plus fréquenté par des héroïnomanes. Durant les années 1980. La présence d'activités illicites amène l'abandon de plusieurs activités et une forte dégradation des immeubles dans le quartier. La vacance des locaux favorise de nouveaux usages, comme les bars, qui permettent la revitalisation du quartier. Les premiers établissements s'adressent à la population gaie de Madrid, quelques-uns étant toujours en exploitation, comme le Café Figueroa, le Black & White, Sachas ou la librairie Berkana. Le quartier bénéficie ensuite de l'évolution urbaine et d'une politique de requalification de la municipalité. Chueca est devenu un quartier branché d'avant-garde, où restaurants, bars et discothèques côtoient les boutiques de mode. Au cours des années 1990, le secteur devient définitivement le quartier gai de Madrid, où s'établit comme lieu de rencontre et de résidence une grande partie de la communauté gaie madrilène. Alors populaire, il se gentrifie et devient un quartier touristique et une curiosité où se mélangent toutes les nationalités et les genres.
Ce quartier a également connu une transformation commerciale : bars et boutiques d'avant-garde, restaurants exotiques, boutiques coquines, pubs sont apparus. On compte aussi un grand nombre de boutiques de chaussures de créateurs.

## Culture
Dans les dernieres année ce Quartier est devenue le centre de l´Art gay a Madrid, avec les éditions annuelles du Festival Visible,LGTB, exposant des œuvres de Roberto González Fernández (es),
David Trullo (en), Jean Cocteau, Wilhelm von Gloeden, ou l´évenement:  “Des bares hacia la exposicion" de l'artiste Daniel Garbade en 2011. 
L'album illustree de Migue Navia, Chueca (2014) reflècte à travers des dessins en noir et blanc des images quotidiennes du quartier. 

## Société

### Orgullo Gay

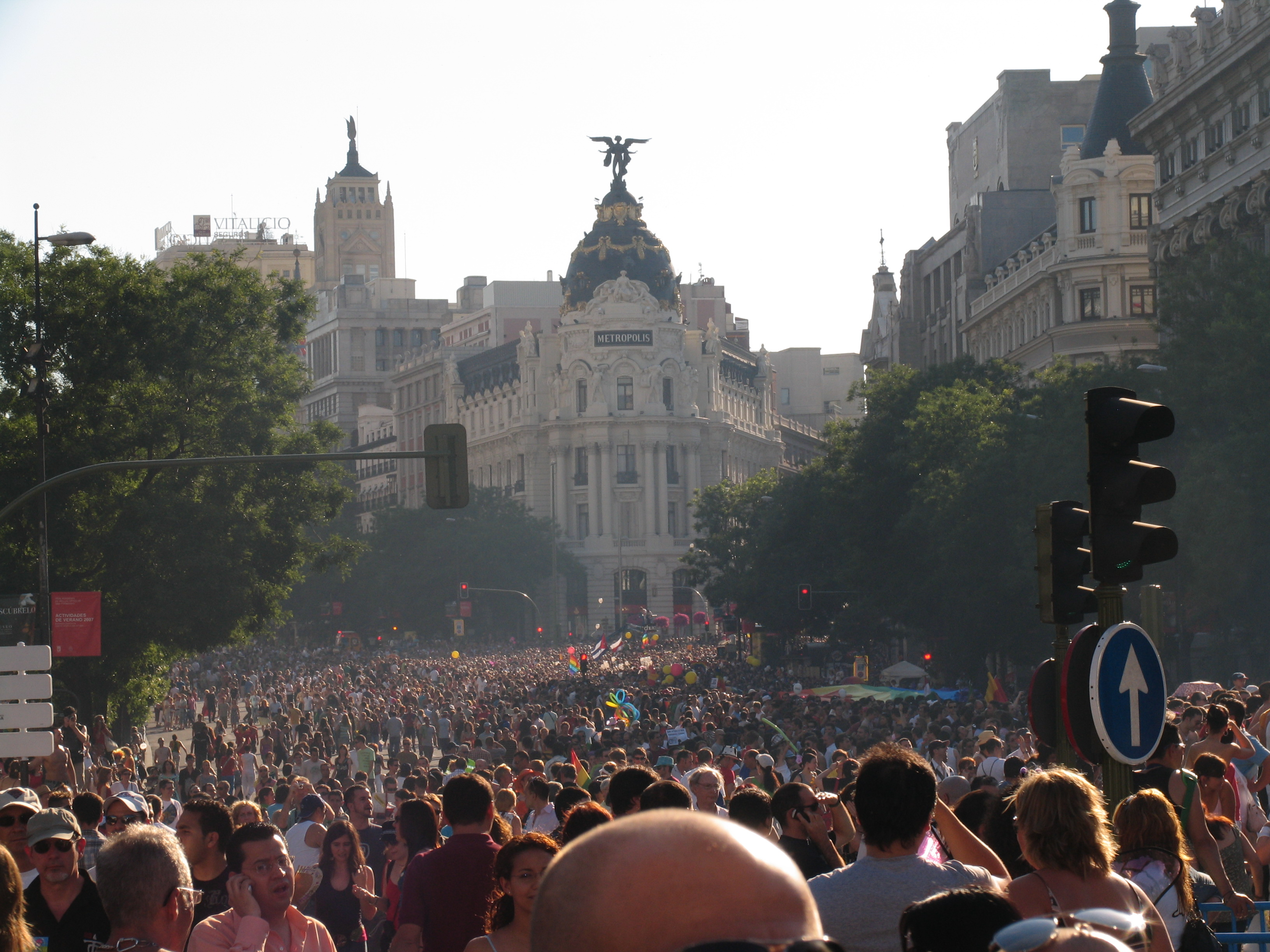
Défilé de l'Europride

L'Orgullo Gay est l'équivalent des marches des fiertés en France, à Madrid il se déroule au début de l'été à Chueca, avec notamment la mise en place de scènes, de spectacles, de concert et de centaines de buvettes. Depuis l'accueil de l'Europride en 2007, Madrid possède l'un des plus grands évènements du genre dans le monde. En 2007 plus de 2,5 millions de personnes ont participé aux festivités et à plus d'un million le nombre de participants à la parade le 30 juin.
En 2012 plus de 700 000 personnes participent à la marche du samedi 30 juin, l'Orgullo attire plus de 300 000 touristes et les retombées économiques dépassent les 100 millions d'euros.
Le quartier est très animé lors de la Movida madrilène.